# Luke Jackson (baseball)
Pour les articles homonymes, voir Luke Jackson et Jackson.
Luke Ray Jackson (né le 24 août 1991 à Fort Lauderdale, Floride, États-Unis) est un lanceur droitier qui a joué dans la Ligue majeure de baseball pour les Rangers du Texas et les Braves d'Atlanta de 2015 à 2021.

## Carrière
Étudiant à l'école secondaire Calvary Christian High, à Fort Lauderdale, Luke Jackson est le 45e joueur réclamé au total lors du repêchage amateur de 2010. Il est l'une des sélections de premier tour des Rangers du Texas, qui obtiennent ce 45e choix en compensation pour la perte d'Iván Rodríguez, un de leurs anciens joueurs devenu agent libre et engagé par les Nationals de Washington.
En ligues mineures, il est d'abord lanceur partant mais n'a guère de succès, hormis une saison 2013 où il affiche une brillante moyenne de points mérités de 2,04 en 128 manches lancées pour deux clubs affiliés aux Rangers. En comparaison, sa moyenne se chiffre à 4,65 en 129 manches et deux tiers lancées en 2012, puis à 5,41 en 123 manches en 2014. Au début de la saison 2015, les Rangers décident de convertir Jackson en lanceur de relève,.
Il fait ses débuts dans le baseball majeur comme lanceur de relève des Rangers du Texas le 4 septembre 2015 face aux Angels de Los Angeles